# Vic Carmen Sonne
Victoria Carmen Sonne (Kopenhagen, 23 april 1994) is een Deens actrice.

## Biografie
Sonne werd in 1994 in Kopenhagen geboren en studeerde aan Den Danske Scenekunstskole (Deense academie voor podiumkunsten) in Kopenhagen.
Sonne beleefde haar grote doorbraak in 2016 in I blodet van Rasmus Heisterberg, maar speelde eerder in verschillende afstudeerfilms bij Den Danske Filmskole en Super16 en de speelfilms als Eliten (2015) en You & me forever (2012).
Sonne won een Bodil voor "Beste actrice" voor haar rol in Holiday en "Beste vrouwelijke bijrol" voor haar rol in I blodet. In 2018 ontving ze een Robert voor "Beste vrouwelijke bijrol" voor haar rol in Vinterbrødre van Hlynur Pálmason.

## Filmografie

### Films
Uitgezonderd korte films
- 2024: Pigen med nålen - Karoline
- 2024: Azrael - Miriam
- 2022: Vanskabte land - Anna
- 2021: Miss Osaka - Ines
- 2019: Psykosia - Jenny
- 2019: Usynligt hjerte - Laura
- 2018: Holiday - Sascha
- 2017: Vinterbrødre - Anna
- 2017: Sange i solen - Julie
- 2016: I blodet - Emilie
- 2015: Copenhague A Love Story - Victoria
- 2014: Eliten - Asta
- 2012: You & me forever - Sofie
- 2011: Frit fald - Mie
- 2011: Magi i luften - Therese

### Televisie
- 2024: Buslhit (miniserie, 6 afleveringen)
- 2022: Riget (5 afleveringen)
- 2021: Red Election (10 afleveringen)

## Prijzen en nominaties
De belangrijkste:
| Jaar | Prijs  | Categorie                | Film            | Uitslag     |
| ---- | ------ | ------------------------ | --------------- | ----------- |
| 2023 | Robert | Beste actrice            | Vanskabte land  | Genomineerd |
| 2022 | Robert | Beste actrice            | Miss Osaka      | Genomineerd |
| 2020 | Bodil  | Beste actrice            | Usynligt hjerte | Genomineerd |
| 2020 | Robert | Beste actrice            | Usynligt hjerte | Genomineerd |
| 2020 | Robert | Beste vrouwelijke bijrol | Psykosia        | Genomineerd |
| 2019 | Bodil  | Beste actrice            | Holiday         | Gewonnen    |
| 2019 | Robert | Beste actrice            | Holiday         | Genomineerd |
| 2018 | Robert | Beste vrouwelijke bijrol | Vinterbrødre    | Gewonnen    |
| 2017 | Bodil  | Beste vrouwelijke bijrol | I blodet        | Gewonnen    |
| 2017 | Robert | Beste vrouwelijke bijrol | I blodet        | Genomineerd |